# Hóquei de ar

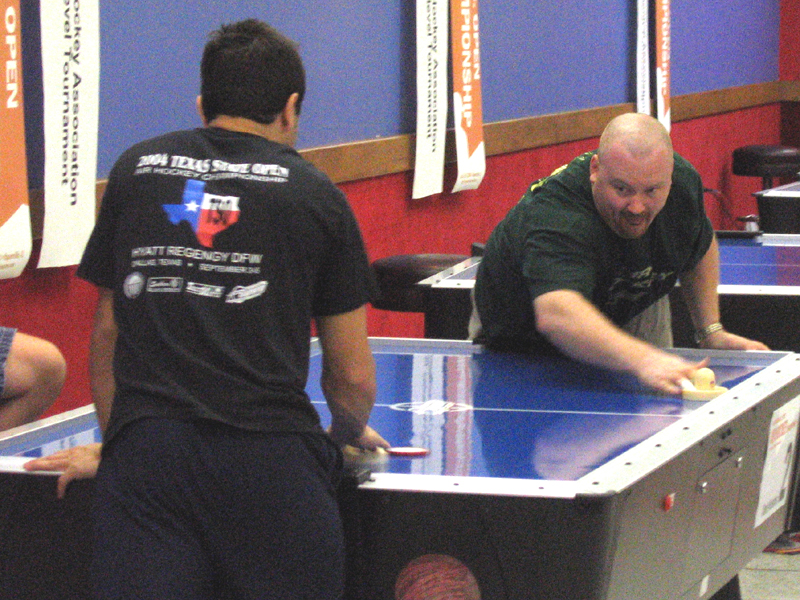
O atual quarto lugar no ranking mundial, Danny Hynes

Hóquei de ar, Air-Hockey ou Disco de Mesa é um esporte em que dois jogadores oponentes rebatem um disco que flutua sobre uma camada de ar frio no intento de marcar pontos inserindo-o na meta adversária.

## Equipamento

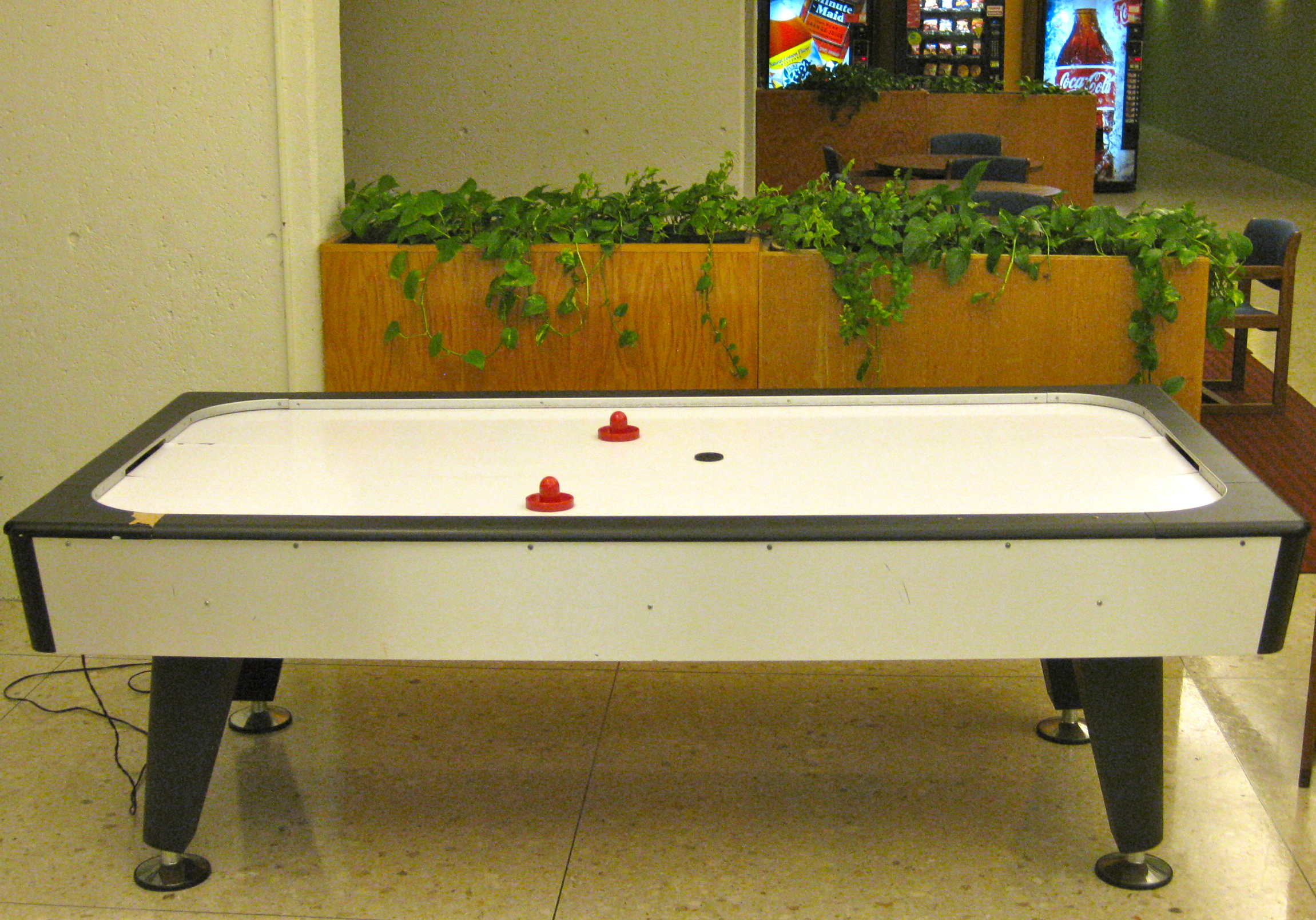
Mesa de Hóquei de Ar

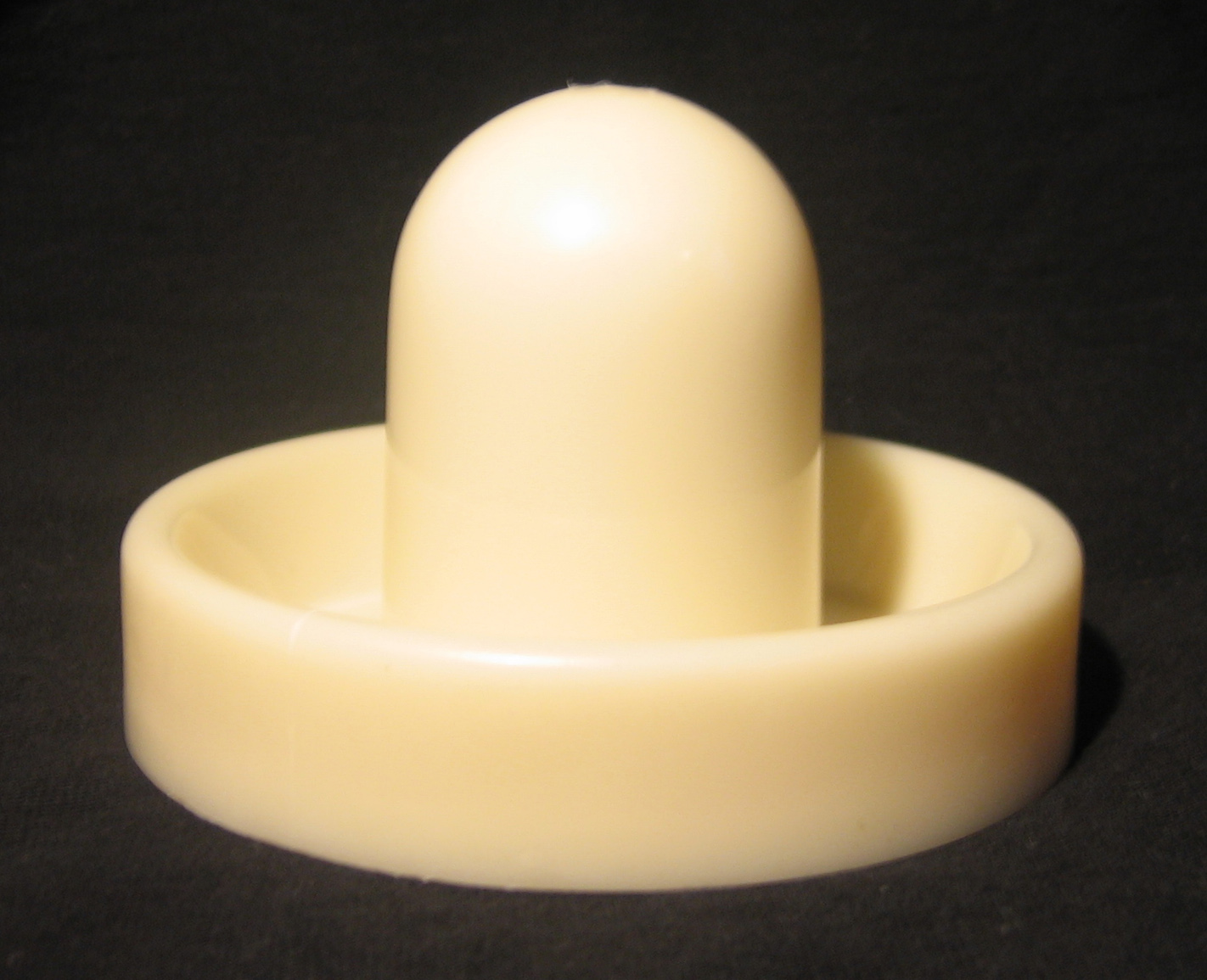
Taco de Hóquei de Ar

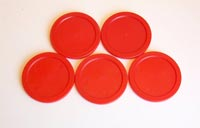
Grupo de cinco discos de Hóquei de Ar

Para jogar o hóquei de ar, são necessários:
- uma mesa de hóquei de ar;
- dois tacos; e
- um disco.

Uma mesa de hóquei de ar típica consiste de uma superfície de jogo grande e lisa, uma borda para prevenir que o disco e os tacos saiam da área de jogo, e metas nas duas extremidades da mesa mais distantes entre si. 
Os discos de hóquei de ar são finos e feitos de resina de policarbonato. 

## Histórico de torneios
Campeonato mundial
| Ano  | Campeão          | Vice-campeão     | Terceiro lugar   |
| ---- | ---------------- | ---------------- | ---------------- |
| 1978 | Jesse Douty      | Phil Arnold      | Rolf Moore       |
| 1979 | Jesse Douty      | Phil Arnold      | Joe Campbell     |
| 1980 | Jesse Douty      | Phil Arnold      | Joe Campbell     |
| 1980 | Jesse Douty      | Robert Hernandez | Mark Robbins     |
| 1981 | Bob Dubuisson    | Paul Burger      | Jesse Douty      |
| 1981 | Jesse Douty      | Bob Dubuisson    | Paul Marshall    |
| 1982 | Jesse Douty      | Mark Robbins     | Bob Dubuisson    |
| 1983 | Bob Dubuisson    | Jesse Douty      | Phil Arnold      |
| 1984 | Mark Robbins     | Robert Hernandez | Bob Dubuisson    |
| 1985 | Bob Dubuisson    | Robert Hernandez | Vince Schappell  |
| 1985 | Bob Dubuisson    | Robert Hernandez | Mark Robbins     |
| 1986 | Robert Hernandez | Bob Dubuisson    | Mark Robbins     |
| 1986 | Mark Robbins     | Bob Dubuisson    | Robert Hernandez |
| 1987 | Robert Hernandez | Jesse Douty      | Phil Arnold      |
| 1987 | Jesse Douty      | Mark Robbins     | Robert Hernandez |
| 1988 | Jesse Douty      | Bob Dubuisson    | Robert Hernandez |
| 1988 | Jesse Douty      | Bob Dubuisson    | Joe Campbell     |
| 1989 | Tim Weissman     | Bob Dubuisson    | Jesse Douty      |
| 1989 | Tim Weissman     | Jesse Douty      | Robert Hernandez |
| 1990 | Tim Weissman     | Jesse Douty      | Robert Hernandez |
| 1990 | Tim Weissman     | Phil Arnold      | Mark Robbins     |
| 1991 | Tim Weissman     | Mark Robbins     | Robert Hernandez |
| 1991 | Tim Weissman     | Jesse Douty      | Albert Ortiz     |
| 1992 | Tim Weissman     | Robert Hernandez | Mark Robbins     |
| 1992 | Tim Weissman     | Keith Fletcher   | Vince Schappell  |
| 1993 | Tim Weissman     | Andy Yevish      | Keith Fletcher   |
| 1994 | John Giraldo     | Mark Robbins     | Tim Weissman     |
| 1995 | Billy Stubbs     | Wil Upchurch     | Don James        |
| 1996 | Tim Weissman     | Wil Upchurch     | Andy Yevish      |
| 1997 | Wil Upchurch     | Tim Weissman     | Jesse Douty      |
| 1999 | José Mora        | Pedro Otero      | Jimmy Heilander  |
| 2000 | José Mora        | Pedro Otero      | Tim Weissman     |
| 2001 | Danny Hynes      | Tim Weissman     | José Mora        |
| 2002 | Danny Hynes      | Ehab Shoukry     | Billy Stubbs     |
| 2003 | Ehab Shoukry     | José Mora        | Andy Yevish      |
| 2004 | Danny Hynes      | Andy Yevish      | Anthony Marino   |
| 2005 | Danny Hynes      | Billy Stubbs     | Anthony Marino   |
| 2006 | Danny Hynes      | Wil Upchurch     | Davis Lee Huynh  |
| 2007 | Davis Lee        | Keith Fletcher   | Ehab Shoukry     |
| 2008 | Danny Hynes      | Ehab Shoukry     | José Mora        |
| 2009 | Ehab Shoukry     | Davis Lee        | Keith Fletcher   |
| 2010 | Davis Lee        | Billy Stubbs     | Anthony Marino   |
| 2011 | Danny Hynes      | Ehab Shoukry     | Billy Stubbs     |
| 2012 | Billy Stubbs     | Danny Hynes      | Ehab Shoukry     |
| 2013 | Danny Hynes      | Davis Lee        | Pedro Otero      |
| 2014 | Billy Stubbs     | Davis Lee        | Danny Hynes      |
| 2015 | Colin Cummings   | Billy Stubbs     | Brian Accrocco   |
| 2016 | Colin Cummings   | Brian Accrocco   | Doug Howard      |
| 2017 | Colin Cummings   | Vincent Sauceda  | Brian Accrocco   |
| 2018 | Colin Cummings   | Vincent Sauceda  | Danny Hynes      |
| 2019 | Colin Cummings   | Vincent Sauceda  | Keith Fletcher   |

Campeonato europeu
| Ano               | Campeão           | Vice-campeão     | Terceiro lugar    |
| ----------------- | ----------------- | ---------------- | ----------------- |
| 2006 (individual) | Goran Mitic       | Michael L. Rosen | José Luis Camacho |
| 2007 (individual) | José Luis Camacho | Sergey Antonov   | Sergio López      |
| 2006 (equipes)    | Catalunha         | República Tcheca |                   |
| 2007 (equipes)    | Rússia            | Catalunha        |                   |

Campeonato dos Estados Unidos (US Championship)
| Ano  | Campeão      | Vice-campeão    | Terceiro lugar |
| ---- | ------------ | --------------- | -------------- |
| 1983 | Jesse Douty  | Mark Robbins    | Bob Dubuisson  |
| 1984 | Jesse Douty  | Phil Arnold     | Mark Robbins   |
| 1998 | José Mora    | Pedro Otero     | Tim Weissman   |
| 2004 | Danny Hynes  | Ehab Shoukry    | Don James      |
| 2007 | Wil Upchurch | Davis Lee Huynh | Keith Fletcher |

Aberto do Estado do Texas (Texas State Open)
| Ano  | Campeão        | Vice-campeão    | Terceiro lugar  |
| ---- | -------------- | --------------- | --------------- |
| 1998 | Tim Weissman   | Chris Garnett   | Wil Upchurch    |
| 2000 | Jose Mora      | Danny Hynes     | Jimmy Heilander |
| 2002 | Jose Mora      | Danny Hynes     | Anthony Marino  |
| 2003 | Anthony Marino | Jose Mora       | Danny Hynes     |
| 2004 | Danny Hynes    | Ehab Shoukry    | Anthony Marino  |
| 2005 | Danny Hynes    | Ehab Shoukry    | Anthony Marino  |
| 2007 | Tim Weissman   | Vince Schappell | Joe Cain        |

Campeonato catalão
| Ano  | Campeão           | Vice-campeão          | Terceiro lugar    |
| ---- | ----------------- | --------------------- | ----------------- |
| 2003 | Pedro Otero       | Emilio Araujo         | Marc García       |
| 2004 | Marc García       | Sérgio Lopes do First | José Luis Camacho |
| 2005 | José Luis Camacho | Sergio López          | Marc García       |
| 2006 | José Luis Camacho | Marc García           | Javi Navarro      |
| 2007 | Marc García       | Mauro Sturlese        | Javi Navarro      |
| 2008 | Sergio López      | José Luis Camacho     | Mauro Sturlese    |

Aberto da Rússia
| Ano  | Campeão          | Vice-campeão      | Terceiro lugar |
| ---- | ---------------- | ----------------- | -------------- |
| 2006 | Mauro Sturlese   | Igor Masloboev    | Sergey Grishin |
| 2007 | Dimitriy Butyrev | Sergey Grishin    | Nikita Vaganov |
| 2008 | Dimitriy Butyrev | Vadim Chizhevskiy | German Vargin  |